# 益尾吉太郎
益尾 吉太郎（ますお きちたろう、1868年2月29日〈明治元年2月7日〉 - 1934年〈昭和9年〉3月21日）は、日本の商人（各種油生蝋商、唐櫛屋本店）、実業家、政治家、鳥取県多額納税者、鳥取県の大地主。米子倉庫監査役。米子銀行取締役。族籍は鳥取県平民。

## 経歴
伯耆国米子道笑町（現・鳥取県米子市道笑町）生まれ。益尾直蔵の長男。1883年、家督を相続、6代の主となる。屋号を唐櫛屋と称す。商業を営む。
製油事業を興し、巨資を投じて新式の器械を装置し、多量の産額を収める。益尾製油所の名声は遠近に轟く。業界の重鎮として推重される。又各方面の事業に関係する。
1907年、選ばれて米子町会議員となる。1922年、米子町功労者旌表規定により功労章を贈られ、その功労を表彰される。

## 人物
貴族院多額納税者議員選挙の互選資格を有する。
住所は米子市道笑町1丁目。

## 家族・親族
益尾家
家系について、益尾地所の公式サイトによると、「創業は初代吉兵衛が1784年（天明4年）に没しているため、江戸時代中期になると思われる。益尾家は屋号を唐櫛屋（とうぐしや）とし、油類と小間物業を生業にしていた。初代吉兵衛（きちべい）は大根島（島根県松江市）まで天秤を担いで油を売って歩いたと聞き伝えられている。6代吉太郎は益尾製油所を経営した。その後油類の商いから不動産賃貸管理中心の事業を現在行っている」という。
- 曽祖父・平兵衛
- 祖父・平蔵[2] - 益尾家はもともと微々として振るわなかったが、平蔵は資財を増殖する[2]。
- 父・直蔵[2]（1842年 - ?、商業[13]、油類鬢付蝋燭製造卸商並金穀貸付業[14]、大地主[注 4]） - 直蔵に及び益々隆昌を来す[2]。1890年刊行の『帝国議会議員選挙者名鑑』によると直接国税総納額は「1558円16銭9厘」[13]。
- 妻・いせの（1871年 - ?、鳥取、益尾治平の長女）[9][11]
- 長男・健太郎[9][16]（1891年 - ?、鳥取県多額納税者、農業[16]、酒造業[17][注 5]） - 1934年、家督を相続する[16]。1969年5月全国497税務署に於いて発表した年間所得500万円以上の高額所得者の名簿である『全国高額所得調 昭和44年度版』に益尾健太郎が掲載されている[17]。
  - 同妻・つね（1890年 - ?、鳥取、船越彌一郎の孫[11]、船越健次郎の長女[16]）
  - 同息子、同娘[16]
- 五男[9]
- 六男[11]
- 七男[11]
- 長女[11]
- 三女（1899年 - ?、鳥取県多額納税者、酒造業・益尾美太郎の妻、益尾喜平の母）[16]
- 四女[9]
- 孫[9]